# Gnoriste harcyniae
Gnoriste harcyniae är en tvåvingeart som beskrevs av Von Roder 1887. Gnoriste harcyniae ingår i släktet Gnoriste och familjen svampmyggor. Arten är reproducerande i Sverige. Inga underarter finns listade i Catalogue of Life.